# The HIATUS
the HIATUS（ザ ハイエイタス）は、日本のオルタナティヴ・ロックバンド。所属芸能事務所はIRON GEAR RECORDS。所属レコード会社はユニバーサル ミュージック、所属レーベルはEMI Records。

## 概要
細美武士がELLEGARDENの活動を休止した翌年の2009年にソロ・プロジェクトとして組んだロックバンドである。メンバーは細美（v, g）のほか、masasucks（g）、ウエノコウジ（b）、柏倉隆史（ds）、伊澤一葉（key）、一瀬正和（ds）の6名。
当初はフォーライフミュージックエンタテイメントと契約すること以外はほぼ何も決まっておらず、ライブ活動もないところからスタートした。アルバム制作中真っ只中の2009年4月5日、幕張メッセで開催された「PUNKSPRING 09」で制作メンバーによるバンドとしてライブを初披露した。1stアルバム『Trash We'd Love』制作メンバーは細美（Vo）、masasucks（G）、ウエノ（B）、柏倉（Dr）、堀江博久（Key）の5人で、このときのメンバーは「レコーディング・アーティスト」と表記され、いまだソロプロジェクトの扱いであった。1stEP「Insomnia」では、伊澤（key）、一瀬（ds）を加えた7人で曲作りを始め、メンバー表記は「ツアー・アーティスト：と表記が変更された。アーティスト写真も7人ものに変更した。
デビュー当時のネット上の公式ウェブサイトでは「the HIATUSは音楽やアート、表現者たちのプロジェクト」というコピーで紹介された。レコーディング・アーティストとツアー・アーティストとしてそれぞれのバンドメンバーが掲載された他、イラストレーターの牧かほりやデザイナーのBALCOLONY.、映像ディレクターの松本空と番場秀一も名を連ねていた。
ライブが始まる前のSEはJoey Beltramの「The Start It up」が用いられる。

## 楽曲制作
ELLEGARDEN・MONOEYESのフロントマンとしても活動する細美によると、the HIATUSはメンバーと共に楽曲制作を行いたいとしているバンドであり、1人では作れないものが作れるといった点が面白いと語っている。また、細美のボーカルも5つある楽器のパートの1つであってメインではないとも考えており、各メンバーの演奏を聴かせたいと考えている。
細美は全楽曲の作詞を手掛けているが、音を楽しむ作品を作ることに重きを置いていることから、歌詞にはあまりメッセージ性はないとしている。ステージ上で演奏したり発声したりした時に子音と母音の組み合わせが面白い、といった音楽的部分を重要視しており、音楽的に一番良い歌詞であれば文章としての体裁や内容はそれほど重要ではないと語っている。
作品ごとに楽曲の系統が異なるのがthe HIATUSの特徴である。細美が色濃く影響を受けてきた1990年代のオルタナティヴ・ロックやグランジを軸にしながらも、ポストロック、マスロック、アートロック、エレクトロニカやテクノほかダンスミュージック的要素を取り入れるなど、作品ごとに違ったサウンドを打ち出している。
また、細美としては、「the HIATUSはそもそも作品を出すぞって言って集まったメンバーだから、最初は5人のメンバーが一番活きる形を探るっていうか、それこそ『このバンドはどんなバンドなんだろう？』っていうのを探るようなところがあって。それが3作目ぐらいまでどうしてもかかったと思う」と語っている。
1stアルバム『Trash We'd Love』では楽曲のほとんどを細美が手掛けたが、2ndアルバム『ANOMALY』の制作期間の後半から細美が単独では曲を書けなくなったため、それ以降はバンドメンバー全員で曲を制作するようになった。しかし4thアルバム『Keeper Of The Flame』で柏倉と2人で作曲を行ったところ、再び1人で曲を書けるようになったという。5thアルバム『Hands Of Gravity』からはそこに伊澤も参加して3人で作曲するようになった。以降、楽曲制作は細美、柏倉、伊澤の3人が中心となって作曲し、それを5人でアレンジするという形をとっている。

## メンバー
詳細はthe HIATUS公式サイトを参照。
- 細美武士（ほそみ たけし）

ボーカル・ギター・プロデュース担当。
ELLEGARDEN、MONOEYESのギターボーカル。
- masasucks

ギター担当。
FULLSCRATCH、RADIOTSのギタリスト。J、木村カエラ、kylee等のサポートを行う。
- ウエノコウジ

ベース担当。
元・thee michelle gun elephantのメンバー。Radio Caroline、武藤昭平withウエノコウジ（武藤昭平の病気療養の際は代役として「百々和宏withウエノコウジ」名義で活動）、DAD MOM GOD、KA.F.KA等のグループに参加。
- 柏倉隆史（かしくら たかし）

ドラムス担当。
toeのドラマー。元・SUEMITSU & THE SUEMITHのメンバー。木村カエラ、黒木渚ほか、様々なアーティストのサポートも行う。
- 伊澤一葉（いざわ いちよう）

キーボード担当。
ツアーメンバーとしてデビュー当初の2009年より参加。その後、レコーディングや曲作りにも参加するようになる。
東京事変のメンバー。あっぱのピアノボーカル。由紀さおり、大橋トリオ、aiko、米津玄師など、様々なアーティストのサポートも行う。
- 一瀬正和（いちせまさかず）

ドラムス担当。
ツアーメンバーとしてデビュー当初の2009年より参加。その後、レコーディングにも参加するようになるが、現在はライブには基本的に出演していない（本人曰く幽霊部員であるとのこと）。2019年に開催されたバンド10周年記念ライブにゲストとして出演した。
細美が2015年に結成したMONOEYESのドラマーでもある。
元・popcatcherのメンバー。ASPARAGUSのドラムボーカル。LOW IQ 01、BACK DROP BOMBなどのサポートも行う。

### 元メンバー
- 堀江博久（ほりえ ひろひさ）

キーボード・プロデュース担当。
ソロ活動に専念するために2012年をもって脱退。
NEIL&IRAIZA、pupa、SINGER SONGERなどのグループのメンバー。Cocco、YUKI、LOVE PSYCHEDELICO、Caravanなど、様々なアーティストのサポートやプロデュースも行う。

## 略歴
- 2008年
  - 10月 - 細美が自身のMySpaceブログにてソロ活動の始動を発表、フォーライフミュージックエンタテイメントと契約[5]。
- 2009年
  - 1月19日 - 細美のブログにおいて、ソロ・プロジェクトの“構成員”として「Masasucks（G）、ウエノコウジ（B）、柏倉隆史（Dr）、細美武士（Vo）」という顔触れが発表される[6]。
  - 4月5日 - 幕張メッセで開催されたパンクロックフェスPUNKSPRINGにおいて、上記の構成員に堀江（Key）が加わったメンバーがバンドとして初ライブ。
  - 5月27日 - 1stアルバム「Trash We'd Love」発売。オリコン初登場1位を獲得する。
  - 6月1日、初のツアー「Trash We'd Love Tour 2009」を開始。7月22日まで全国23公演を行った。
  - 6月より、ROCK IN JAPAN FESTIVAL、SUMMER SONICを始めとする全国の夏フェスやイベントに出演。ROCK IN JAPAN FESTIVAL2009やNANO-MUGEN FES.2009では、出演したステージの歴代最高動員を記録した。
  - 11月18日 - 1st EP「Insomnia」発売。
  - 12月23日- 初の映像作品「2009.07.21 Trash We'd Love Tour Final at Studio Coast」を発売。

- 2010年
  - 5月、以前からメンバー間で交流のあったアメリカのロックバンドThird Eye Bllindと東名阪スプリットツアーを開催[23]。
  - 6月30日 - 2ndアルバム「ANOMALY」発売。
  - 8月1日 - 韓国のジサン・バレー・ロック・フェスティバルにて初の海外公演。
  - 11月、Superflyのツアー、17日の名古屋公演と24日の大阪公演をサポート。

- 2011年
  - 6月1日 - 2nd EP「Hatching Mayflies」発売。
  - 7月30日 - FUJI ROCK FESTIVAL に初出演。
  - 11月23日 - 3rdアルバム「A World Of Pandemonium」発売。

- 2012年
  - この年の夏フェスはツアーメンバーの伊澤一葉が鍵盤・シンセサイザー担当として出演する。
  - 9月、フォーライフミュージックからユニバーサル ミュージック系レーベルのNAYUTAWAVE RECORDSに移籍[24]。
  - 11月から総勢17人のオーケストラ編成で回る全国ホールツアー「The Afterglow Tour 2012」を開催[3]。このツアーをもって堀江博久（key）がthe HIATUSを脱退[注 2][25]。理由の一つとして、自身のソロアルバムの制作を挙げている[26]。

- 2013年
  - 7月31日 - 3rd EP「Horse Riding」発売。

- 2014年
  - 3月26日 - 4thアルバム「Keeper Of The Flame」発売。
  - 5月8日〜7月23日まで全国36カ所41公演の、初の大規模な全国ツアー「Keeper Of The Flame Tour 2014」を開催。その最終日に、12月22日に初の日本武道館公演を開催することを発表した[27]。
  - 12月22日、初の日本武道館公演「Closing Night - Keeper Of The Flame Tour 2014 -」を開催[2]。

- 2016年
  - 7月6日 - 5thアルバム「Hands Of Gravity」発売。
  - 7月15日〜9月30日まで「Hands Of Gravity Tour 2016」を開催。(全20公演)

- 2017年
  - 11月12日〜11月30日まで「Bend the Lens Tour 2017」を開催。（全7ヶ所9公演）

- 2018年
  - 10月14日〜11月28日まで「the HIATUS Monochrome Film Tour 2018」を開催予定。（全6ヶ所11公演）

- 2019年
  - 7月24日 - 6thアルバム「Our Secret Spot」発売。
  - 7月31日〜9月24日まで「Our Secret Spot Tour 2019」を開催予定。（全9ヶ所12公演）

## ディスコグラフィー

### EP
|     | 発売日         | タイトル          | 規格品番   | 備考 |
| --- | -------------- | ----------------- | ---------- | --- |
| 1st | 2009年11月18日 | Insomnia          | FLCF-4309  | このEPには徳澤青弦がストリングスアレンジとしてレコーディングに参加している （ツアーメンバーとしての参加の予定はなかったがホールツアーにて共演が決定）。 オリコン最高5位、登場回数12回 |
| 2nd | 2011年6月1日   | Hatching Mayflies | FLCF-4375  | オリコン最高8位、登場回数9回 |
| 3rd | 2013年7月31日  | Horse Riding EP   | UPCH-80333 | オリコン最高10位、登場回数7回 |

### アルバム
|        | 発売日         | タイトル                | 規格品番   | 備考                          |
| ------ | -------------- | ----------------------- | ---------- | ----------------------------- |
| 1st    | 2009年5月27日  | Trash We'd Love         | FLCF-4281  | オリコン最高1位、登場回数37回 |
| 2nd    | 2010年6月30日  | ANOMALY                 | FLCF-4340  | オリコン最高5位、登場回数14回 |
| 3rd    | 2011年11月23日 | A World Of Pandemonium  | FLCF-4406  | オリコン最高6位、登場回数16回 |
| ライブ | 2013年5月22日  | The Afterglow Tour 2012 | FLCF-4454  | オリコン最高10位、登場回数6回 |
| 4th    | 2014年3月26日  | Keeper Of The Flame     | UPCH-20338 | オリコン最高8位、登場回数15回 |
| 5th    | 2016年7月6日   | Hands Of Gravity        | UPCH-20422 | オリコン最高5位、登場回数12回 |
| 6th    | 2019年7月24日  | Our Secret Spot         | UPCH-20519 | オリコン最高4位、登場回数9回  |

### DVD/BD
|     | 発売日         | タイトル                                                              | 規格品番                      | 備考 |
| --- | -------------- | --------------------------------------------------------------------- | ----------------------------- | --- |
| 1st | 2009年12月23日 | 2009.07.21 Trash We'd Love Tour Final at Studio Coast                 | FLBF-8103                     | the HIATUS初のライヴDVD。2009年7月21日にSTUDIO COASTで行われた"Trash We'd Love Tour 2009"のファイナル公演を収録。1st EPに収録の「Antibiotic」のPVも収録されている。 オリコン最高5位、登場回数10回 |
| 2nd | 2012年9月12日  | The Afterglow-A World Of Pandemonium-                                 | UPXH-20013                    | オリコン最高2位、登場回数7回 |
| 3rd | 2013年5月22日  | The Afterglow Tour 2012                                               | UPBH-20107                    | 2012年12月6日に東京NHKホールで行われた"The Afterglow Tour 2012"のファイナル公演を収録。trailer オリコン最高2位、登場回数8回                                                                       |
| 4th | 2015年06月24日 | Keeper Of The Flame Tour 2014 Closing Night NIPPON BUDOKAN 2014.12.22 | UPBH-20138:DVD UPXH-20037:BD  | オリコン最高5位、登場回数4回(DVD) オリコン最高18位、登場回数4回(BD) |
| 5th | 2017年4月5日   | Jive Turkey vol.1 Live at Blue Note Tokyo 2016 and Tour Documentary   | UPBH-20185：DVD UPXH-20052:BD | |

### バンドスコア
1. Trash We'd Love（2010年03月31日）
2. ANOMALY（2010年09月17日）
3. A World Of Pandemonium（2012年09月20日）
4. Keeper Of The Flame（2015年01月28日）
5. Hands Of Gravity（2017年02月23日）

## ライブ

### ツアー
- 主催ツアーについて記載

## ミュージックビデオ
| 監督           | 曲名                                                                                                 |
| 岩口哲也       | 「Bittersweet / Hatching Mayflies (The Afterglow ver.)」「Insomnia from「The Afterglow Tour 2012」」 |
| SHIMURABROS.   | 「Walking Like A Man」                                                                               |
| 番場秀一       | 「The Flare」「The Ivy」                                                                             |
| フカツマサカズ | 「Bittersweet / Hatching Mayflies」「Deerhounds」「Superblock」                                      |
| 松本空         | 「Ghost In The Rain」                                                                                |
| MASAO          | 「Antibiotic (Live Ver.)」                                                                           |
| 不明           | 「Horse Riding」「Thirst」                                                                           |

## 関連人物
- 牧かほり
- BALCOLONY.
- 松本空
- 坂本美雨
- 番場秀一
- 徳澤青弦
- Admir Jahic
- 橋本塁/ライブカメラマン